# Cinygma lyriforme
Cinygma lyriforme är en dagsländeart som först beskrevs av Mcdunnough 1924.  Cinygma lyriforme ingår i släktet Cinygma och familjen forsdagsländor. Inga underarter finns listade i Catalogue of Life.